# Puszta

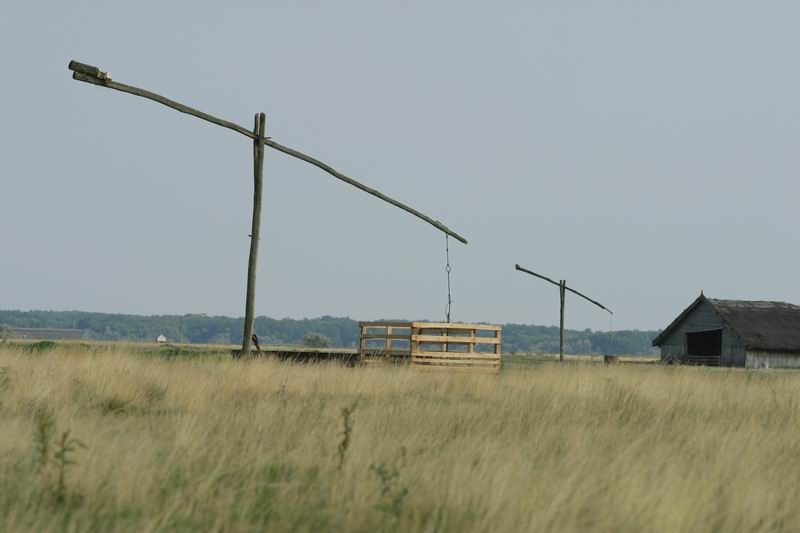
La Puszta

La puszta (en hongrois [pustɒ], du terme slave pustynia ou пустыня : « désert ») est un type de steppe ou de prairie typique du bassin carpatique, en Hongrie. C'est un paysage traditionnel ouvert, composé d'une végétation herbeuse sauvage, touffue et buissonnante.  Elle se rattache à la steppe pannonienne, une exclave de la grande steppe eurasienne et rappelle le paysage de prairie des Grandes Plaines d'Amérique du Nord, dont le climat est assez similaire.
Le nom hongrois puszta peut aussi signifier « hameau isolé ».
La Puszta (avec une majuscule) est la partie plate de l'Alföld (la grande plaine de Hongrie), à l'origine principalement habitée par des bergers et des vachers cavaliers, les csikós (rappelant un peu les cowboys et les gauchos américains), et par des brigands à cheval, dits « betyárs », qui en étaient issus et dont la légende du XIXe siècle a fait de vertueux rebelles volant uniquement les riches pour donner aux pauvres.
En 1999, la Puszta entre au patrimoine mondial de l'UNESCO sous le nom de « Parc national de Hortobágy - la Puszta ».